# Lijst van voetbalinterlands Guadeloupe - Nieuw-Caledonië
Deze lijst van voetbalinterlands is een overzicht van alle voetbalwedstrijden tussen de nationale teams van Guadeloupe en Nieuw-Caledonië. De landen hebben tot op heden twee keer tegen elkaar gespeeld. Deze wedstrijden zijn niet erkend door de FIFA, omdat Guadeloupe niet aangesloten is bij de FIFA.

## Wedstrijden
| № | Plaats        | Datum             | Competitie                | Wedstrijd                    | Uitslag                   |
| - | ------------- | ----------------- | ------------------------- | ---------------------------- | ------------------------- |
| 1 | Melun         | 27 september 2008 | Coupe de l'Outre-Mer 2008 | Nieuw-Caledonië − Guadeloupe | 0 − 4                     |
| 2 | Bry-sur-Marne | 23 september 2010 | Coupe de l'Outre-Mer 2010 | Guadeloupe − Nieuw-Caledonië | 1 − 1, 5 - 6 na penalty's |

## Samenvatting
| Competitie           | Totaal gespeeld | Winst Guadeloupe | Gelijk | Winst Nieuw-Caledonië |
| -------------------- | --------------- | ---------------- | ------ | --------------------- |
| Coupe de l'Outre-Mer | 2               | 1                | 1      | 0                     |
| Totaal               | 2               | 1                | 1      | 0                     |

| Doelsaldo | Guadeloupe | Nieuw-Caledonië |
| --------- | ---------- | --------------- |
|           | 5          | 1               |

Ligue Guadeloupéenne
de Football
Amerikaanse Maagdeneilanden ·
Anguilla ·
Antigua en Barbuda ·
Barbados ·
Britse Maagdeneilanden ·
Canada ·
Costa Rica ·
Cuba ·
Curaçao ·
Dominica ·
Dominicaanse Republiek ·
Frans-Guyana ·
Grenada ·
Guyana ·
Haïti ·
Honduras ·
Jamaica ·
Kaaimaneilanden ·
Martinique ·
Mayotte ·
Mexico ·
Nicaragua ·
Nieuw-Caledonië ·
Panama ·
Paraguay ·
Puerto Rico ·
Réunion ·
Saint-Barthélemy ·
Saint Kitts en Nevis ·
Saint Lucia ·
Saint-Pierre en Miquelon ·
Saint Vincent en de Grenadines ·
Sint-Maarten ·
Suriname ·
Tahiti ·
Trinidad en Tobago ·
Verenigde Staten
FCF · A-internationals ·
Nieuw-Caledonisch vrouwenelftal
2000 – 2009 ·
2010 – 2019 ·
2020 − 2029
Amerikaans-Samoa ·
Australië ·
Bulgarije ·
Cookeilanden ·
Estland ·
Fiji ·
Guadeloupe ·
Guam ·
Martinique ·
Mauritius ·
Nieuw-Zeeland ·
Papoea-Nieuw-Guinea ·
Salomonseilanden ·
Samoa ·
Tahiti ·
Tonga ·
Vanuatu ·